# Kalltjärnen (Älvdalens socken, Dalarna)
Kalltjärnen är en sjö i Älvdalens kommun i Dalarna och ingår i Dalälvens huvudavrinningsområde.